# Giovanni Brunialti
Giovanni Brunialti fue un deportista italiano que compitió en remo. Ganó cuatro medallas en el Campeonato Europeo de Remo entre los años 1906 y 1908.

## Palmarés internacional
| Campeonato Europeo | Campeonato Europeo    | Campeonato Europeo | Campeonato Europeo |
| Año                | Lugar                 | Medalla            | Prueba             |
| ------------------ | --------------------- | ------------------ | ------------------ |
| 1906               | Pallanza (Italia)     | Medalla de plata   | Scull individual   |
| 1906               | Pallanza (Italia)     | Medalla de bronce  | Ocho con timonel   |
| 1907               | Estrasburgo (Francia) | Medalla de plata   | Ocho con timonel   |
| 1908               | Lucerna (Suiza)       | Medalla de bronce  | Ocho con timonel   |